# Henri Kietlicz
Henryk Kietlicz (v.1150 - 22 mars 1219) est archevêque de Gniezno de 1199 à 1219 et le principal artisan des changements qui ont rendu l’Église polonaise indépendante de la tutelle des autorités laïques.
Henryk Kietlicz est né dans une famille tchèque qui s’est d’abord installée en Silésie avant de se fixer en Grande-Pologne. Il devient archevêque de Gniezno en 1199.
En 1206, il jette l’anathème sur Władysław III, le duc de Grande-Pologne, qui conteste la légitimité de Lech le Blanc, le duc de Cracovie.
Chassé de Grande-Pologne par Władysław III, Henryk Kietlicz se réfugie chez Henryk Ier de Silésie. Celui-ci l’accueille à bras ouverts. L’archevêque Henryk Kietlicz demande l’aide du pape Innocent III pour récupérer son archevêché. Le pape réagit en confirmant l’excommunication de Władysław III. Il lance également un appel à la noblesse polonaise pour qu’elle aide l’archevêque à revenir en Grande-Pologne.
En 1207, Henryk Kietlicz obtient que Lech le Blanc applique les réformes du pape Innocent III. L’année suivante, Władysław III autorise le retour de l’archevêque à Gniezno en échange de la levée de l’anathème prononcé contre lui.
Le 9 juin 1210, à l’occasion d’un synode tenu à Borzykowa en même temps qu’une assemblée des ducs polonais, Henryk Kietlicz arrive à faire confirmer les nombreux privilèges obtenus par l’Église à Łęczyca en 1180. Il obtient le privilège d’immunité pour l’Église (elle pourra avoir ses propres tribunaux). Tous ces privilèges sont reconnus par Lech le Blanc, Conrad Ier de Mazovie et Władysław Odonic. En échange, Kietlicz obtient du pape que celui-ci annule sa bulle légitimant le pouvoir de Mieszko IV qui s’était emparé du trône de Cracovie par la force.
Henryk Kietlicz participe avec d’autres évêques polonais au Concile du Latran IV. Le pape Innocent III le charge d’une mission de christianisation de la Prusse.
À Wolbórz en 1215, lors d’une rencontre avec Lech le Blanc, Conrad Ier de Mazovie, Władysław Odonic et Kazimierz Ier d’Opole, l’archevêque Henryk Kietlicz réussi à obtenir de nouveaux privilèges pour l’Église qui devient un véritable État dans l’État.
L’ambitieux archevêque, intervenant de plus en plus dans les affaires du pays, réunit contre lui tous les ducs polonais. Son pouvoir s’écroule parallèlement aux défaites politiques de son nouveau protecteur, le pape Honoré III.
Henryk Kietlicz s’éteint le 22 mars 1219. À cette époque du démembrement territorial féodal, il a été le seul à symboliser l’unité de la nation polonaise. En tant qu’archevêque, il a mené à bien les réformes grégoriennes en Pologne. Il a consacré quelques évêques polonais dont Vincent Kadłubek, l’évêque de Cracovie. Il est inhumé dans la cathédrale de Gniezno.